# Pirata latitans
Pirata latitans este o specie de păianjeni din genul Pirata, familia Lycosidae. A fost descrisă pentru prima dată de Blackwall, 1841. Conform Catalogue of Life specia Pirata latitans nu are subspecii cunoscute.